# کشانژ شلانسکی
کشانژ شلانسکی (به لهستانی:  Książ Śląski) یک روستا در لهستان است که در گمینا کوژوخوو واقع شده‌است.
 کشانژ شلانسکی  ۳۴۰ نفر جمعیت دارد.